# Macrocnemum cinchonoides
Macrocnemum cinchonoides  es una especie de planta con flor de la familia de las Rubiaceae y endémica de Perú. 

## Fuente
- World Conservation Monitoring Centre 1998.  Macrocnemum cinchonoides.   2006 IUCN Lista Roja de Especies amenazadas; bajdo 22 de agosto de 2007